# Carl Schneeweiß
Carl Schneeweiß SJ (* 17. November 1808 in Oberglogau, Oberschlesien; † 10. Mai 1887 in  Mariaschein, Böhmen) war ein deutscher Prior der Jesuiten.

## Leben
Schneeweiß studierte Katholische Theologie an der Schlesischen Friedrich-Wilhelms-Universität. Er wurde 1830 im Corps Borussia Breslau aktiv und bewährte sich als Consenior. Er empfing 1834 die Priesterweihe und war von 1835 bis 1850 Religionslehrer an den Gymnasien in Leobschütz und Neisse. Sechs Schüler wurden Breslauer Preußen. 1849 wurde er in die Zweite Kammer des Preußischen Landtags (Zentrum) gewählt. 1851 wurde er in  Heinrichau als Pfarrer installiert. In Baumgartenberg schloss er sich 1853 den Jesuiten an. Er war ständiger Kanzelredner in allen Gauen des Kaisertums Österreich. Prior war er in Linz und (seit 1880) in Mariaschein. Er galt als fanatischer Glaubensstreiter und mitreißender Redner.